# Verongimorfs
Els verongimorfs (Verongimorpha) són una subclasse d'esponges de mar de la classe Demospongiae. Va ser descrita per primera vegada per Erpenbeck et al. el 2012.

## Taxonomia
L'ordre inclou 144 espècies repartides en tres famílies:
- Ordre Chondrillida Redmond et al., 2013
- Ordre Chondrosiida Boury-Esnault et Lopès, 1985
- Ordre Verongiida Bergquist, 1978